# عمر القلشاني
عمر بن محمد بن عبد اللّه القلشاني الباجي (ولد في مدينة باجة يوم 7 أفريل 1372 و توفي يوم 15 جانفي 1444 بمدينة تونس), أحد أشهر فقهاء المالكية و البلغاء و الأطباء في العهد الحفصي.

## النشأة وتعليمه
ولد عمر القلشاني يوم 2 شوّال 773 هـ الموافق لـ7 أفريل 1372 في مدينة باجة التونسيّة، وقد نشأ في أحد أهم عائلات المدينة التّي كانت مكانة كبيرة في أوساط القضاة و الفقهاء و البلغاء. 

درس الفقه والبلاغة عن أبيه أبي عبد الله القلشاني الذّي يعد من أشهر فقهاء المالكية إضافة إلى ابن عرفة وأبي مهدي الغبريني وأحمد بن إدريس الإيلولي ومحمد بن مرزوق والاَُبي. فيما أخذ الطب عن الشريف الصقلي.

## عمله
درّس الفقه والاَصلين والمنطق والعربية، وأفتى. و إضافة إلى وظائفه العلمية إشتغل في قطاع القضاء حيث كان قاضي الزيجات بباجة ثم قاضي قضاة تونس، كما تولي خطط فقهية منها مفت جامع التوفيق بالعاصمة وإمام خطيب بجامع الزيتونة.

## مؤلفاته
- شرح مختصر ابن الحاجب الفرعي
- شرح طوالع الأنوار و مطالع الأنظار للبيضاوي
- تحفة الأخيار بخلود الكافر في النار
- دقائق الفهم في مباحث العلم

## وفاته
توفي عمر القلشاني يوم 24 رمضان 847 الموافق لـ15 جانفي 1444 و دفن في مقبرة الجلاز.